# 国際連合安全保障理事会決議46
国際連合安全保障理事会決議46（こくさいれんごうあんぜんほしょうりじかいけつぎ46、英: United Nations Security Council Resolution 46, UNSCR46）は、1948年4月17日に国際連合安全保障理事会決議で採択された決議。パレスチナでの停戦要請を行った。

## 概要
国際連合安全保障理事会決議43の決議内容にある目標を参照し、イギリスが依然としてパレスチナにおいて強い力を持っており、またそれ故に停戦の責任があることを確認した上で、安保理の国家が平和の達成へ向け援助することを定めている。
そのことを念頭に置いて、この決議ではパレスチナ・ユダヤ機関（Jewish Agency for Palestine）とアラブ高等委員会に、すべての暴力行為の即時停止、外部の戦闘員による領土侵入の阻止、武器の輸入の停止、後に権利を害する可能性のある性急な政治活動を控えるよう要求し、また英国当局と協力し領土内の聖地の安全を危険にさらしうる行動を控えるよう主張している。決議はさらに、同地域のすべての国に、特に戦闘機や武器のパレスチナ領内への移動を強制することにおいて可能な限り協力することを求めた。
採択に際しては、ウクライナとソビエト連邦が棄権し、9票の賛成で採択された。

## 詳細
以下はその和訳。
安全保障理事会は、
1948年4月1日の決議43（1948）および同理事長がパレスチナにおけるアラブ人とユダヤ人の間の停戦を取り決める目的でパレスチナ・ユダヤ機関およびアラブ高等委員会の代表者と行った会話を考慮し、

同決議に述べられているように英国政府は、それが委任統治国である限り、パレスチナの平和と秩序の維持に責任があり、そのために必要なすべての措置を取り続けるべきであることを考慮し、
パレスチナにおける暴力行為の即時停止をもたらし、同国に平和と秩序の条件を確立することが最も緊急の課題である。その際、特に安全保障理事会及びすべての国際連合加盟国の協力と支持を受けるべきであると考え、次のようにする。
1. パレスチナのすべての者及び組織、特にアラブ高等評議会及びユダヤ人庁に対し、その権利、請求権又は地位を害することなく、かつパレスチナの幸福及び恒久的利益に寄与するものとして、直ちに次の措置をとることを要請する。

(a) 軍事的又は準軍事的性質を有するすべての活動並びに暴力行為、テロ行為及び破壊活動を停止すること。
(b) 出所のいかんを問わず、武装集団、戦闘員、集団および個人をパレスチナに入国させること、入国を援助し奨励することを差し控えること。
(c) 武器及び戦争用品の輸入若しくは取得又はその輸入若しくは取得の幇助若しくは奨励をしないこと。

(d) パレスチナの将来の政府について総会でさらに審議されるまでの間、いずれかの共同体の権利、請求権又は地位を害するおそれのあるいかなる政治的活動も行わないこと。

(e) 法律及び秩序の効果的な維持並びに必要不可欠なサービス、特に、交通、通信、保健及び食糧及び水の供給に関連するサービスの維持のために、委任統治当局と協力すること。

(f) パレスチナの聖地の安全を危うくするような行為、並びに礼拝のために神社及び聖域を訪問し、及び礼拝する権利を確立している者のアクセスを妨げるような行為を慎むこと。
2. イギリス政府に対し、委任統治国である限り、パレスチナのすべての関係者に上記第 1 項に定める措置を受け入れさせるために最善の努力を払い、自国軍の行動の自由を保持することを条件に、すべての関係者によるこれらの措置の実施を監督し、安全保障理事会と総会にパレスチナの状況について常に最新情報を提供することを要請する 。
3. すべての政府、特に、パレスチナに隣接する諸国の政府に対し、上記第l項に規定する措置、特に、武装集団、戦闘要員、集団及び個人並びに武器及び戦争物資のパレスチナへの入国に関する措置の実施を援助するため、すべての可能な措置をとることを要請する。